# Red Svete Trojice
Red svete Trojice (tudi Trinitarski red; latinsko Ordo Sanctissimae Trinitatis; kratica O.SS.T.) je rimskokatoliški verski red, katerega je ustanovil sveti Janez de Matha. Glavno poslanstvo reda je bila osvoboditev krščanskih sužnjev iz lastništva nekristjanov v času križarskih vojn. To je bila uradna institucija Rimskokatoliške cerkve, ki je bila posvečena odrešenju ujetih kristjanov in neoborožena pri svojem delovanju.
Trenutni generalni minister redu je Jose T. Narlaly.

## Zgodovina
17. decembra 1198 je papež Inocenc III. izdal pismo Operante divine dispositionis clementia in začasno odobril novi verski red v čast Svete Trojice za odrešenje krščanskih sužnjev. Red je bil dokončno potrjen leta 1209. Leta 1201 so redovniki osvobodili prve sužnje. V letih 1202 in 1210 je Janez sam odpotoval v Tunizijo, kjer je rešil številne sužnje. 
Po koncu križarskih vojn in upadu sužnjelastništva se je red reformiral in posvetil promoviranju Svete Trojice, evangelizaciji nekristajnov, pomoči imigrantov, izobraževanju mladine in pastoralnemu delu.

## Samostani
Redovna pravila so določala, da ima samostan sedem bratov (eden od njih je tudi predstojnik) ter da se samostanske prihodke deli na tri dele: za samostan, za okoliške reveže in za odkup sužnjev.
Inocenc III. je 16. maja 1198 izdal papeško pismo Cum a nobis petitur, s katerim je podelil zaščito prvim trem samostanom (Cerfroid, Planels, Bourg-la-Reine). 10. julija 1203 je izdal pismo Operante patre luminum, s katero je zaščitil pet novih hiš (v Franciji: Marseille, Arles, St-Gilles in v Španiji: Lérida, Anvingaña). S tretjim pismom Operante patre luminum, objavljenim 21. junija 1209, je podelil zaščito še 13 novim hišam (v Franciji: Châteauneuf-les-Martigues, Le Bourget (pri Parizu), Silvelle (pri Meauxu), Étampes, Pariz; v Španiji: Toledo, Segovia, Burgos, Gosmedos, Daroca,...). Papež Honorij III. je 25. aprila 1219 izdal pismo Operante patre luminum, s katerim je 22 novih redovnih hiš prejelo papeško zaščito; nahajale so se v Franciji (7), Španiji (6), Italiji (6), na Portugalskem (1) in v Angliji (1).